# Sigvard Kinnunen
Artur Sigvard Kinnunen, detto Kicko o Lauri (Kiruna, 11 aprile 1920 – Kiruna, 5 aprile 1954), è stato un sollevatore svedese medagliato europeo, che gareggiò in quattro differenti categorie di peso.

## Carriera
Nato nella località di Jukkasjärvi, vinse per tre volte il campionato svedese (nel 1949 e 1950 per la categoria dei medi e nel 1952 nella categoria dei massimi leggeri); vinse tre medaglie di bronzo e una d'argento ai campionati europei del 1947, 1949, 1950 e 1953 nei leggeri, medi e mediomassimi.
Partecipò a due edizioni dei Giochi olimpici: a Londra nel 1948, dove si classificò quattordicesimo nei pesi leggeri, e ad Helsinki nel 1952, nei pesi massimi leggeri, terminando la gara dopo due prove.
Al culmine della carriera, muore nella sua città natale nell'aprile del 1954, pochi giorni prima di compiere 34 anni.